# Abbone (nome)
Abbone  è un nome proprio di persona italiano maschile.

## Varianti in altre lingue
- Catalano: Abbó, Abó
- Francese: Abbon
- Germanico: Abbo[3], Abo[3], Appo[3], Abban[3]
- Latino: Abbo[1]
- Portoghese: Abão
- Spagnolo: Abón

## Origine e diffusione
Continua il nome germanico Abbo, rimasto invariato in latino, basato sulla radice abb ("uomo", "maschio", "capofamiglia").

## Onomastico

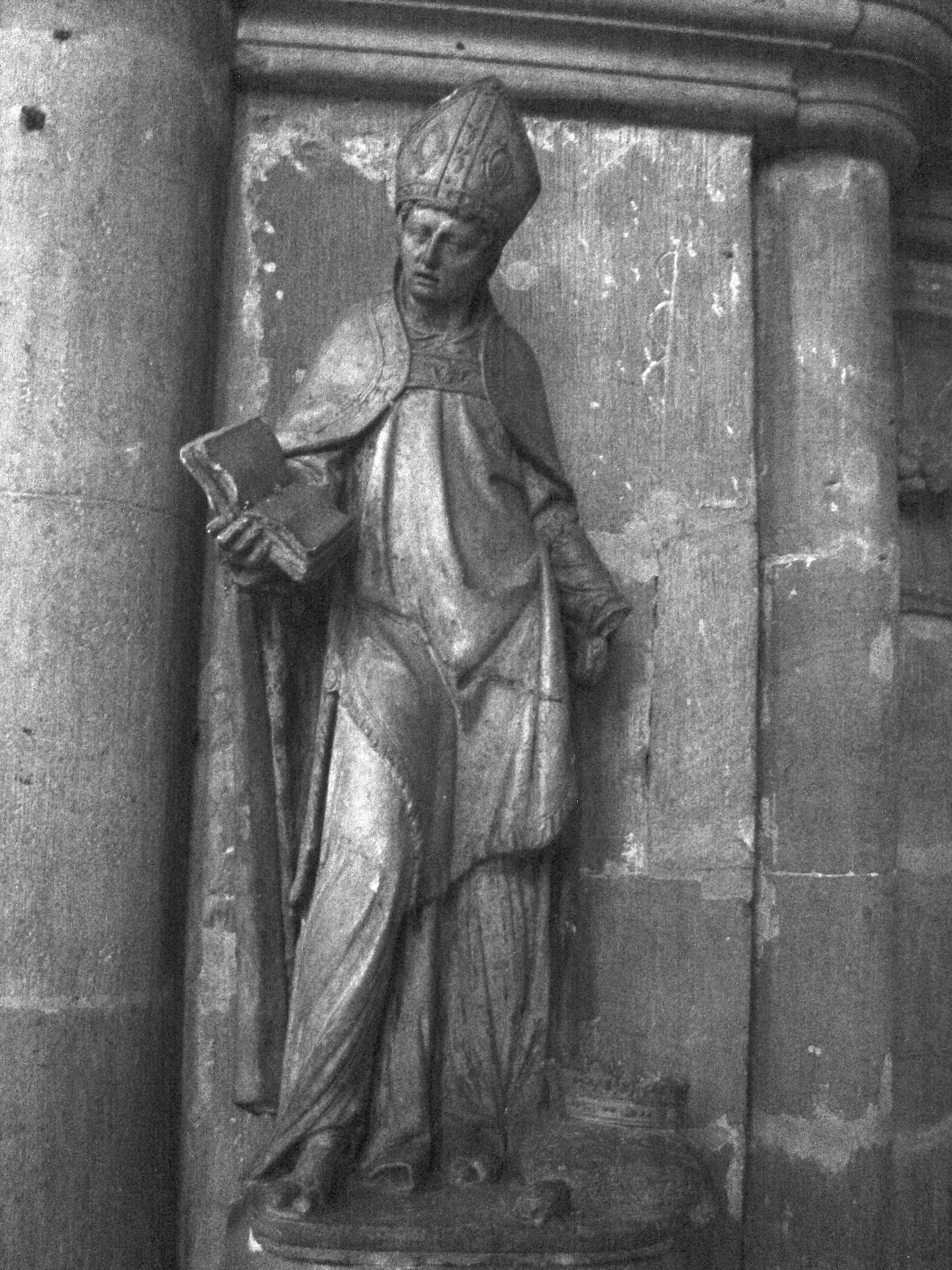
Statua raffigurante san Goerico/Abbone di Metz nella basilica di San Maurizio di Épinal

L'onomastico si può festeggiare in memoria di più santi, alle date seguenti:
- 27 gennaio, sant'Abbone (o Goerico), vescovo di Metz[4][5]
- 15 aprile, sant'Abbone II, vescovo di Metz[6]
- 13 novembre, sant'Abbone, abate di Fleury[7][8]
- 3 dicembre, sant'Abbone, monaco e poi vescovo di Auxerre[9]

## Persone
- Abbone il Curvo, monaco francese
- Abbone di Fleury, teologo francese
- Abbone di Metz, vescovo franco
- Abbone di Provenza, nobile franco

## Il nome nelle arti
- Abbone da Fossanova è il nome dell'abate del romanzo di Umberto Eco Il nome della rosa.